# Alberto Fouilloux
Alberto Jorge Fouilloux Ahumada (Santiago, 22 de novembro de 1940 – Santiago, 23 de junho de 2018) foi um futebolista chileno que atuava como meia ou atacante.
Fouilloux esteve presente na equipe chilena que conquistou o terceiro lugar na Copa de 1962. Em uma equipe que contava com grandes nomes na história do futebol do país, Fouilloux esteve presente na "Batalha de Santiago", quando os chilenos se envolveram em várias confusões durante a partida, contra a Itália. Tal comportamento contra os italianos deveu-se a supostas reportagens preconceituosas de diários italianos, antes do Mundial.
Também esteve presente na Copa de 1966, porém, não conseguiu fazer nada para evitar a eliminação da equipe ainda na primeira fase.  Fouilloux foi o terceiro jogador com mais partidas disputadas pela seleção, tendo atuando em setenta partidas, marcando ainda, doze gols.